# Dmitrij Aleksandrovitj af Rusland
Prins Dmitrij Aleksandrovitj af Rusland (russisk: Дмитрий Александрович Романов; tr. Dmitrij Aleksandrovitj Romanov) (15. august 1901 – 7. juli 1980) var en russisk prins fra Huset Romanov. Han var det femteældste barn af storfyrst Aleksandr Mikhailovitj af Rusland og hans hustru storfyrstinde Ksenija Aleksandrovna af Rusland.

## Biografi
Prins Dmitrij Aleksandrovitj blev født på Gattjina-paladset, nær Sankt Petersborg, Rusland den 15. august 1901. Han var den fjerde søn og femte barn blandt syv søskende. Hans forældre, storfyrst Aleksandr Mikhailovitj og storfyrstinde Ksenija Aleksandrovna var halvfætter og -kusine. Gennem sin far var han dermed medlem af Huset Romanov, barnebarn af Storfyrst Mikhail Nikolajevitj af Rusland og oldebarn af Kejser Nikolaj 1. af Rusland. Gennem sin mor var han barnebarn af Kejser Aleksandr 3. af Rusland og oldebarn af Kong Christian 9. af Danmark. Som oldebarn af en russisk kejser havde han titel af prins og prædikat af højhed.
Prins Dmitrij giftede sig første gang den 25. oktober 1931 i Paris i et morganatisk ægteskab med grevinde Marina Sergejevna Golenisjtjeva-Kutusova, der var datter af greve Sergej Aleksandrovitj Golenisjtjev-Kutusov og grevinde Maria Aleksandrovna Tjernisjeva-Besobrasova. De fik en datter, Fyrstinde Nadesjda Dmitrijevna Romanova. De blev skilt i 1947, og Prins Dmitrij giftede sig anden gang den 20. oktober 1954 i Paris i et morganatisk ægteskab med Margaret Sheila MacKellar Chisholm.
Prins Dmitrij døde den 7. juli 1980 i London.

## Eksterne links
- Wikimedia Commons har flere filer relateret til Dmitrij Aleksandrovitj af Rusland